# Henryk Hoser
Henryk Franciszek Hoser, S.A.C. (Varsóvia, 27 de novembro de 1942 – Varsóvia 13 de agosto de 2021) foi um prelado polonês da Igreja Católica. Ele foi bispo da Diocese Católica Romana de Warszawa-Praga, na Polônia, de 2008 a 2017.

## Biografia
Hoser foi treinado como médico antes de ingressar nos Palotinos em 1969
Ele foi presidente das Pontifícias Obras Missionárias antes de ser elevado ao título de arcebispo ad personam em 2005 pelo papa João Paulo II. Em 24 de maio de 2008, o papa Bento XVI o nomeou para chefiar a diocese católica romana de Warszawa-Praga. Ele é membro do Presidium da Conferência Episcopal Polonesa e chefia a Equipe de Especialistas em Bioética. Bispo Hoser é um forte oponente da fertilização in vitro.
Em 11 de fevereiro de 2017, o Papa Francisco nomeou o bispo Hoser como seu enviado especial a Medjugorje, encarregado de avaliar as necessidades pastorais daquele local de peregrinação.
O arcebispo Hoser entregou ao Papa Francisco seu exame da situação pastoral de Medjugorje no verão de 2017. Ele foi explicitamente encarregado pelo papa de avaliar a situação pastoral e não a doutrina que foi feita pelo cardeal Ruini. No entanto, ele deixou claro que pensava muito bem no fenômeno Medjugorje. Após sua renúncia como arcebispo da diocese de Warszawa-Praga em 8 de dezembro de 2017, ele foi feito Visitador Apostólico por tempo indeterminado para Medjugorje pelo Papa Francisco em 31 de maio de 2018.
Hoser morreu de COVID-19 em 13 de agosto de 2021, durante a pandemia de COVID-19 na Polônia.